# Brasse Brännström

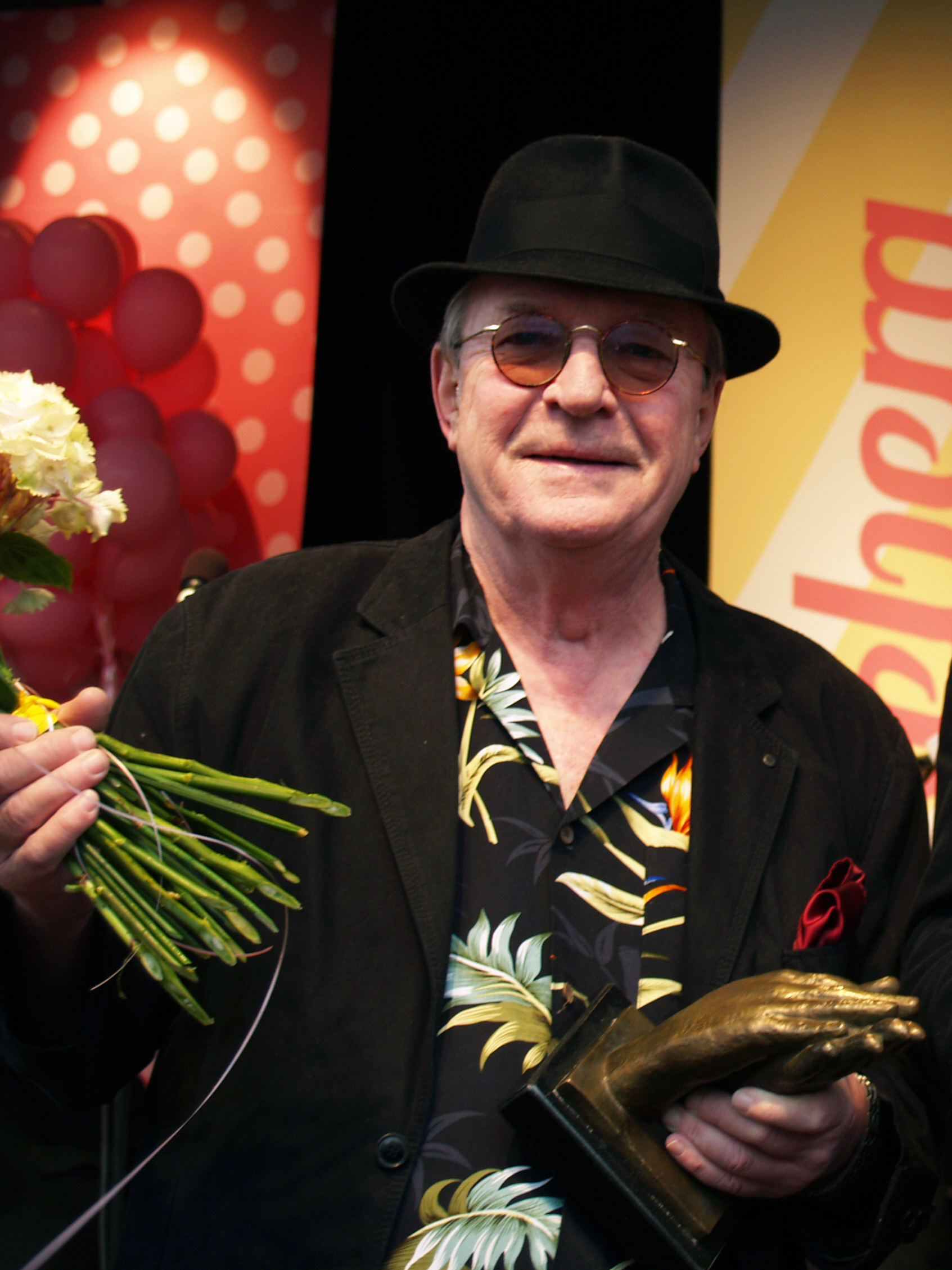
Brasse Brännström (2013)

Brasse Brännström (* 27. Februar 1945 in Stockholm; † 29. August 2014 ebenda) war ein schwedischer Schauspieler, Komiker und Drehbuchautor.

## Leben
Brännström trat seit Ende der 1960er-Jahre als Schauspieler für Film und Fernsehen in Erscheinung. Gelegentlich war er auch als Drehbuchautor an Film- und Fernsehproduktionen beteiligt. In den 1970er-Jahren bildete er gemeinsam mit Magnus Härenstam (* 1941) das Duo Magnus och Brasse (Magnus und Brasse), das auch den schwedischen Humor mitprägte. Sie veranstalteten Kneipenshows und waren auch an Kinderserien beteiligt.
Bei der Oscarverleihung 1988 wurde er für das Drehbuch zu Mein Leben als Hund gemeinsam mit Lasse Hallström, Reidar Jönsson und Per Berglund für den Oscar in der Kategorie Bestes adaptiertes Drehbuch nominiert. Ebenfalls 1988 wurden sie mit dem Premio Sergio Amidei ausgezeichnet.
2002 wurde Brännström für seine Rolle in Deadline – Terror in Stockholm als Bester Nebendarsteller mit dem Guldbagge ausgezeichnet, im Jahr zuvor hatte er eine erste Nominierung hierfür erhalten. Er verstarb im Alter von 69 Jahren.

## Filmografie (Auswahl)
Schauspiel
- 1983: Eine Haremsdame für den König (Kalabaliken i Bender)
- 1997: Pelle Svanslös (Fernsehserie)
- 1999: Stora & små mirakel (Kurzfilm)
- 2000: Pelle Svanslös och den stora skattjakten
- 2000: Liebe in Blechdosen (Den bästa sommaren)
- 2002: Gossip
- 2001: Deadline – Terror in Stockholm (Sprängaren)
- 2002: Karlsson vom Dach (Karlsson på taket, Stimme im Original)
- 2005: Die beste Mutter (Äideistä parhain)
- 2009: Kenny Begins